# 核内受容体コアクチベーター1
核内受容体コアクチベーター1 （NCOA1: nuclear receptor coactivator 1）は、いくつかの核内受容体相互作用ドメインと固有のヒストンアセチルトランスフェラーゼ活性を含む転写共調節タンパク質である。 NCOA1は、リガンドで活性化される核内受容体によってDNAプロモーター部位に動員される。次に、NCOA1はヒストンをアシル化し、下流のDNAを転写しやすくする。したがって、NCOA1はDNA発現の上方調節において核内受容体を援助する。
NCOA1は、ステロイド受容体コアクチベーター1（SRC-1: steroid receptor coactivator-1）と同一である。

## 相互作用分子
NCOA1は、塩基性ヘリックスループヘリックス（bHLH）ドメインを有しており、以下の生体分子と相互作用することができる。
- アンドロゲン受容体[7][8][9]
- C-Fos[10][11]
- C-jun[10][11][12]
- CIITA[13]
- CREB結合タンパク質[14][15]
- サイクリンD1[16]
- DDX17[17]
- DDX5[17]
- エストロゲン受容体α[14][17][18][19][20]
- 糖質コルチコイド受容体[21][22]
- NFKB1[10][23]
- PCAF[24]
- PPARGC1A[25]
- ペルオキシソーム増殖因子活性化受容体α[26][27]
- SNW1[28]
- STAT3[29]
- STAT6[30][31]
- TRIP4[32]
- 甲状腺ホルモン受容体β[33][34]